# Disphragis barensa
Disphragis barensa är en fjärilsart som beskrevs av William Schaus 1904. Disphragis barensa ingår i släktet Disphragis och familjen tandspinnare. Inga underarter finns listade i Catalogue of Life.